# Killa Fonic
Ionuț Răducan (n. 14 februarie 1989, Ploiești, România), cunoscut sub numele de scenă Killa Fonic, este un rapper, cântăreț și compozitor român. Este creditat cu introducerea muzicii trap în România, ca membru al trupei Șatra B.E.N.Z., cât și ca artist solo; după plecarea sa din trupă, a experimentat cu mai multe stiluri muzicale.

## Viața și cariera
Ionuț Răducanu s-a născut la 14 februarie 1989 în Ploiești. Pasiunea pentru hip-hop i-a fost insuflată încă din copilărie de tatăl său.
A debutat în 2013 prin lansarea unor piese pe YouTube și mixtape-ul neoficial Lord de cartier. În 2015 a devenit membru fondator al trupei Șatra B.E.N.Z., cu care a lansat albumele O.$.O.D. și O.$.O.D. II.
În 2016 a lansat primul mixtape oficial, Ramses 1989, cu colaborări importante din scena hip-hop românească. Următorul an a marcat apariția primului album de studio, Lamă Crimă, ce include 23 de piese.
În 2018, a lansat EP-ul „Emotiv Munteana”, iar în 2019 al doilea album solo, „Trendsetter”. În aceeași perioadă a părăsit Șatra B.E.N.Z. și labelul Seek Music, fondând propriul său label KHK și semnând cu Global Records.
Colaborarea cu Carla's Dreams pe single-ul „Bambolina” din 2019 a devenit un succes major, ajungând pe primul loc în Top Airplay 100.
În 2020 a compus și interpretat piesa „Miami Bici” pentru coloana sonoră a filmului omonim, care a atins locul 3 în Top Airplay 100 și a rămas în Top 10 câteva săptămâni. În același an, a lansat albumele III și BeetleJuice. 
În 2021 a lansat albumele 2089 și Terra Vista, iar în 2022 albumul Osvaldo și varianta sa deluxe în 2023. Totodată, a colaborat cu Smiley la single-ul „Lasă inima să zbiere”.
În 2023, Killa Fonic a contribuit la trei piese din albumul 8 Culcat lansat de Șatra B.E.N.Z. și a participat la evenimente ca și membru al trupei.
În noiembrie 2024 a lansat albumul Radiofonic.

## Discografie

### Albume
| Titlu                    | Format                                 | Lansare           | Tip     | Casă de discuri |
| ------------------------ | -------------------------------------- | ----------------- | ------- | --------------- |
| Ramses 1989              | CD, Distribuire digitală, Streaming    | 18 mai 2016       | Mixtape | Seek Music      |
| Lamă Crimă               | CD, Distribuire digitală, Streaming    | 27 iulie 2017     | Album   | Seek Music      |
| Emotiv Munteana          | CD, EP                                 | 18 decembrie 2018 | Disc EP | Seek Music      |
| Trendsetter              | Distribuire digitală, Streaming        | 28 februarie 2019 | Album   | Seek Music      |
| Taxi Driver              | Distribuire digitală, EP               | 21 aprilie 2020   | Disc EP | Global Records  |
| III                      | CD, Distribuire digitală, Streaming    | 1 iunie 2020      | Album   | Global Records  |
| BeetleJuice              | Vinil, Distribuire digitală, Streaming | 4 decembrie 2020  | Album   | Global Records  |
| 2089                     | Distribuire digitală, Streaming        | 7 iunie 2021      | Album   | Global Records  |
| Terra Vista              | Distribuire digitală, Streaming        | 17 decembrie 2021 | Album   | Global Records  |
| Osvaldo                  | Distribuire digitală, Streaming        | 9 decembrie 2022  | Album   | Global Records  |
| Osvaldo (Deluxe Edition) | Distribuire digitală, Streaming        | 14 februarie 2023 | Album   | Global Records  |
| SS1000                   | Distribuire digitală, EP               | 21 iunie 2023     | Disc EP | Global Records  |
| Rock This Way            | Distribuire digitală, EP               | 17 noiembrie 2023 | Disc EP | Global Records  |
| MAT-STHĀNI SARVA-BHŪTĀNI | Distribuire digitală, Streaming        | 22 decembrie 2023 | Album   | Global Records  |
| OPUS MAGNUM              | Distribuire digitală, Streaming        | 12 iulie 2024     | Album   | Global Records  |
| RADIOFONIC               | Distribuire digitală, Streaming        | 20 noiembrie 2024 | Album   | Global Records  |
|                          |                                        |                   |         |                 |

### Discuri single

##### Ca artist principal
| „Sparg” (featuring Nosfe și Super ED)                                            | 2014 | — | Part Time Rapper Vol. 3              |
| „Cămila orașului 2”                                                              | 2015 | — | Disc single fără album               |
| „Killa House Klan”                                                               | 2015 | — | Disc single fără album               |
| „Caracatița” (cu Lu-K Beats, Nosfe și Dj Grigo)                                  | 2015 | — | Disc single fără album               |
| „B.E.N.Z.”                                                                       | 2016 | — | Disc single fără album               |
| „17 (Preludiu "Ramses 1989")”                                                    | 2016 | — | Disc single fără album               |
| „Pistolu’, Maceta” (featuring Super ED)                                          | 2016 | — | Ramses 1989                          |
| „Din mahala la palat” (featuring Doc)                                            | 2016 | — | Ramses 1989                          |
| „$omnambul”                                                                      | 2016 | — | Ramses 1989                          |
| „De cartier”                                                                     | 2016 | — | Ramses 1989                          |
| „Ceara” (featuring Keed)                                                         | 2016 | — | Ramses 1989                          |
| „Balada Trap” (featuring Shift)                                                  | 2016 | — | Ramses 1989                          |
| „Toți sub același cer”                                                           | 2016 | — | Ramses 1989                          |
| „Baby Blues” (featuring Irina Rimes)                                             | 2016 | — | Ramses 1989                          |
| „Re-evoluție” (featuring Nosfe)                                                  | 2016 | — | Ramses 1989                          |
| „Je$us” (featuring Irina Rimes și Super Ed)                                      | 2016 | — | Ramses 1989                          |
| „$telar Diablo” (featuring Super Ed)                                             | 2016 | — | Ramses 1989                          |
| „Muguri” (featuring Nane)                                                        | 2016 | — | Ramses 1989                          |
| „#celmairăudrog”                                                                 | 2016 | — | Ramses 1989                          |
| „N-ai loc” (featuring Raluka)                                                    | 2016 | — | Ramses 1989                          |
| „Nevroza” (featuring Super Ed)                                                   | 2016 | — | Ramses 1989                          |
| „Mvrdar” (featuring Domnul Udo și Keed)                                          | 2016 | — | Ramses 1989                          |
| „Îți scriu înapoi” (featuring Super Ed)                                          | 2016 | — | Lamă Crimă                           |
| „Ard”                                                                            | 2016 | — | Lamă Crimă                           |
| „Skinny Pesci”                                                                   | 2016 | — | Disc single fără album               |
| „Sus” (featuring Lentile Blur)                                                   | 2016 | — | Disc single fără album               |
| „Scrum” (featuring Connect-R)                                                    | 2016 | — | Lamă Crimă                           |
| „Has Mo Pele”                                                                    | 2016 | — | Disc single fără album               |
| „Dalai Lamă”                                                                     | 2017 | — | Disc single fără album               |
| „Harneală” (featuring Nosfe)                                                     | 2017 | — | Disc single fără album               |
| „Preludiu "Lamă Crimă”                                                           | 2017 | — | Disc single fără album               |
| „Exodus”                                                                         | 2017 | — | Disc single fără album               |
| „OZN-uri” (featuring Super ED)                                                   | 2017 | — | Disc single fără album               |
| „Fler” (featuring Shift și Keed)                                                 | 2017 | — | Disc single fără album               |
| „Intro”                                                                          | 2017 | — | Lamă Crimă                           |
| „Alb ca varu'”                                                                   | 2017 | — | Lamă Crimă                           |
| „#zilebănplm” (featuring Nane)                                                   | 2017 | — | Lamă Crimă                           |
| „Craniu” (featuring Pacha Man)                                                   | 2017 | — | Lamă Crimă                           |
| „4 Dimineața” (featuring Nosfe)                                                  | 2017 | — | Lamă Crimă                           |
| „AKA” (featuring Nane, OG Eastbull și Super Ed)                                  | 2017 | — | Lamă Crimă                           |
| „Alina”                                                                          | 2017 | — | Lamă Crimă                           |
| „Floare ofilită”                                                                 | 2017 | — | Lamă Crimă                           |
| „Pietrificat” (featuring Shift)                                                  | 2017 | — | Lamă Crimă                           |
| „$Uave”                                                                          | 2017 | — | Lamă Crimă                           |
| „Fructul lor”                                                                    | 2017 | — | Lamă Crimă                           |
| „Doar tu”                                                                        | 2017 | — | Lamă Crimă                           |
| „Piesa noastră” (featuring Irina Rimes)                                          | 2017 | — | Lamă Crimă                           |
| „X ca să dorm bine” (featuring Domnul Udo)                                       | 2017 | — | Lamă Crimă                           |
| „Copilu' din mine”                                                               | 2017 | — | Lamă Crimă                           |
| „Încă o zi” (featuring Super Ed)                                                 | 2017 | — | Lamă Crimă                           |
| „Lanțuri” (featuring Super Ed)                                                   | 2017 | — | Lamă Crimă                           |
| „8mm” (featuring Jakoban)                                                        | 2017 | — | Lamă Crimă                           |
| „Îndoaie-te”                                                                     | 2017 | — | Lamă Crimă                           |
| „Rim$e$”                                                                         | 2017 | — | Lamă Crimă                           |
| „Când câinii de pază dorm” (cu Nosfe)                                            | 2017 | — | Disc single fără album               |
| „9 ciori”                                                                        | 2017 | — | Disc single fără album               |
| „Cum vrea ea”                                                                    | 2018 | — | Disc single fără album               |
| „Hakana” (featuring Nosfe, Domnul Udo și Amuly)                                  | 2018 | — | Disc single fără album               |
| „Lista de păcate” (cu Liviu Teodorescu)                                          | 2018 | — | Disc single fără album               |
| „DVNS”                                                                           | 2018 | — | Disc single fără album               |
| „Scrum 2”                                                                        | 2018 | — | Disc single fără album               |
| „Gangster”                                                                       | 2018 | — | Trendsetter                          |
| „2miliNblunt”                                                                    | 2018 | — | Disc single fără album               |
| „Alpha”                                                                          | 2018 | — | Disc single fără album               |
| „Tango”                                                                          | 2018 | — | Emotiv Munteana                      |
| „Legenda celor 4 colțuri ale blocului” (cu Chimie)                               | 2018 | — | Legenda celor 4 colțuri ale blocului |
| „Super Nova”                                                                     | 2018 | — | Emotiv Munteana                      |
| „Ecou”                                                                           | 2018 | — | Emotiv Munteana                      |
| „Misterios”                                                                      | 2018 | — | Emotiv Munteana                      |
| „O coc”                                                                          | 2018 | — | Emotiv Munteana                      |
| „Nici în vis”                                                                    | 2018 | — | Emotiv Munteana                      |
| „Muzeu”                                                                          | 2018 | — | Emotiv Munteana                      |
| „Doreta”                                                                         | 2019 | — | Trendsetter                          |
| „Dărâmăm” (featuring Nosfe)                                                      | 2019 | — | Trendsetter                          |
| „Beijing” (featuring Nane)                                                       | 2019 | — | Trendsetter                          |
| „Cum vreau io” (featuring Pacha Man)                                             | 2019 | — | Trendsetter                          |
| „K P Vremuri” (featuring Skizzo Skillz)                                          | 2019 | — | Trendsetter                          |
| „Bafto Delo” (featuring Dj Abs și NCTK)                                          | 2019 | — | Trendsetter                          |
| „Lider”                                                                          | 2019 | — | Trendsetter                          |
| „Al Jazeera”                                                                     | 2019 | — | Trendsetter                          |
| „Los Santos” (featuring Nane)                                                    | 2019 | — | Trendsetter                          |
| „Chanel & Dior” (featuring Domnul Udo)                                           | 2019 | — | Trendsetter                          |
| „K.H.K.”                                                                         | 2019 | — | Disc single fără album               |
| „Oameni în negru”                                                                | 2019 | — | Disc single fără album               |
| „Chimie organică”                                                                | 2019 | — | Disc single fără album               |
| „Sălbatic până mor”                                                              | 2019 | — | Disc single fără album               |
| „Toc”                                                                            | 2019 | — | Disc single fără album               |
| „Mambo”                                                                          | 2019 | — | Disc single fără album               |
| „Nimeni”                                                                         | 2019 | — | III                                  |
| „Richie Rich”                                                                    | 2019 | — | III                                  |
| „Fețe palide”                                                                    | 2019 | — | III                                  |
| „Distors”                                                                        | 2019 | — | III                                  |
| „Johnny Cage”                                                                    | 2019 | — | Disc single fără album               |
| „Bambolina” (featuring Carla's Dreams)                                           | 2019 | 1 | Disc single fără album               |
| „Lucifer”                                                                        | 2019 | — | Disc single fără album               |
| „Wroom wroom”                                                                    | 2019 | — | Disc single fără album               |
| „Lucy”                                                                           | 2019 | — | Disc single fără album               |
| „Haolo” (cu Nane)                                                                | 2019 | — | Disc single fără album               |
| „Todos”                                                                          | 2019 | — | Disc single fără album               |
| „Ploaia divină”                                                                  | 2019 | — | III                                  |
| „Miami Bici”                                                                     | 2020 | 3 | Miami Bici (OST)                     |
| „Polar Express”                                                                  | 2020 | — | Taxi Driver                          |
| „Lord de cartier”                                                                | 2020 | — | Taxi Driver                          |
| „Cirque du Soleil” (cu 911)                                                      | 2020 | — | Taxi Driver                          |
| „Go Gettas” (cu bbno$, Andrei, Azteca și Nane)                                   | 2020 | — | Disc single fără album               |
| „Intro”                                                                          | 2020 | — | III                                  |
| „$mith & Wesson” (cu 911)                                                        | 2020 | — | III                                  |
| „Stai” (cu Nane)                                                                 | 2020 | — | III                                  |
| „Zei”                                                                            | 2020 | — | III                                  |
| „Kpcoca” (cu Azteca și Nane)                                                     | 2020 | — | III                                  |
| „Groupies”                                                                       | 2020 | — | III                                  |
| „95 Porsche”                                                                     | 2020 | — | III                                  |
| „Diablo”                                                                         | 2020 | — | III                                  |
| „Upgrade”                                                                        | 2020 | — | III                                  |
| „Moodsetter”                                                                     | 2020 | — | III                                  |
| „Vis lucid”                                                                      | 2020 | — | III                                  |
| „Zombie Zero Panarame” (cu Nane)                                                 | 2020 | — | III                                  |
| „Antidot” (featuring AMI)                                                        | 2020 | — | Disc single fără album               |
| „Sânge în palme”                                                                 | 2020 | — | 2089                                 |
| „MTK” (cu 911)                                                                   | 2020 | — | Disc single fără album               |
| „Fața blue” (cu Otherside)                                                       | 2020 | — | Disc single fără album               |
| „Tango & Cash” (cu Rico888)                                                      | 2020 | — | Disc single fără album               |
| „Felinare” (cu 911)                                                              | 2020 | — | Disc single fără album               |
| „Mucle$” (cu 911)                                                                | 2020 | — | Beetlejuice                          |
| „Extaz murdar” (cu Emaa)                                                         | 2020 | — | Disc single fără album               |
| „Beetlejuice”                                                                    | 2020 | — | Beetlejuice                          |
| „Josdpplm”                                                                       | 2020 | — | Beetlejuice                          |
| „Friday Loungin' Noir Edition” (cu Dj ABS)                                       | 2020 | — | Beetlejuice                          |
| „Forever Young”                                                                  | 2020 | — | Beetlejuice                          |
| „Umăr la umăr” (cu 911)                                                          | 2020 | — | Beetlejuice                          |
| „K un dealer pe noapte”                                                          | 2020 | — | Beetlejuice                          |
| „Tropice” (cu Spike)                                                             | 2020 | — | Beetlejuice                          |
| „Acid”                                                                           | 2020 | — | Beetlejuice                          |
| „Prada ei”                                                                       | 2020 | — | Beetlejuice                          |
| „Vitamina”                                                                       | 2020 | — | Beetlejuice                          |
| „Lasă inima să zbiere” (cu Smiley)                                               | 2021 | 5 | Disc single fără album               |
| „Socheres Merundo” (cu Rava)                                                     | 2021 | — | Disc single fără album               |
| „Badum Tss” (cu Cezar Guna și Realm)                                             | 2021 | — | Disc single fără album               |
| „Jumătăți” (cu Senet și Spike)                                                   | 2021 | — | Disc single fără album               |
| „Intro” (cu Dem)                                                                 | 2021 | — | Sanchi                               |
| „Sex Tantra” (cu Dem și Azteca)                                                  | 2021 | — | Sanchi                               |
| „Doar o bârfă”                                                                   | 2021 | — | 2089                                 |
| „Droguri medicinale / 2089 Freestyle” (cu 911)                                   | 2021 | — | Disc single fãrã album               |
| „Maui” (cu Andrei Ursu)                                                          | 2021 | — | Disc single fără album               |
| „Cyberfvcker”                                                                    | 2021 | — | 2089                                 |
| „Paris”                                                                          | 2021 | — | 2089                                 |
| „Toate ca toate”                                                                 | 2021 | — | 2089                                 |
| „Voila” (cu Bruja)                                                               | 2021 | — | 2089                                 |
| „Javra / Vraja”                                                                  | 2021 | — | 2089                                 |
| „Vid” (cu Otherside)                                                             | 2021 | — | 2089                                 |
| „Doar o adresă”                                                                  | 2021 | — | 2089                                 |
| „Memorie oarbă” (cu Damian Drăghici)                                             | 2021 | — | 2089                                 |
| „Niciun glonț nu doare cât dragostea”                                            | 2021 | — | 2089                                 |
| „Vipera”                                                                         | 2021 | — | 2089                                 |
| „Pur Sânge” (cu Damian & Brothers)                                               | 2021 | — | Disc single fără album               |
| „Questo Summer”                                                                  | 2021 | — | Disc single fără album               |
| „Poezii seamănă a știri” (cu Oscar)                                              | 2021 | — | Apă                                  |
| „Moscova”                                                                        | 2021 | — | Terra Vista                          |
| „Crazy Valorant” (cu Roxen)                                                      | 2021 | — | Disc single fără album               |
| „Steak”                                                                          | 2021 | — | Terra Vista                          |
| „Bloody Acapulco”                                                                | 2021 | — | Terra Vista                          |
| „New Vista”                                                                      | 2021 | — | Terra Vista                          |
| „Droguri medicinale”                                                             | 2021 | — | Terra Vista                          |
| „Mr. Deville”                                                                    | 2021 | — | Terra Vista                          |
| „Armada” (cu Emaa)                                                               | 2021 | — | Terra Vista                          |
| „F14D12”                                                                         | 2021 | — | Terra Vista                          |
| „Ia-l de cap”                                                                    | 2021 | — | Terra Vista                          |
| „Trinidad” (cu Rava și Xeno)                                                     | 2021 | — | Terra Vista                          |
| „My Dog”                                                                         | 2021 | — | Terra Vista                          |
| „Yagalo” (cu Rava)                                                               | 2021 | — | Buliba$ha                            |
| „Audi Negru White Jeans”                                                         | 2022 | — | Terra Vista                          |
| „Unfollow Hate”                                                                  | 2022 | — | Disc single fără album               |
| „Portugal” (cu The Game, Phade și Andrei)                                        | 2022 | — | Disc single fără album               |
| „Cum am știut” (cu Delia)                                                        | 2022 | 9 | Disc single fără album               |
| „Sfert” (cu Șapte)                                                               | 2022 | — | Disc single fără album               |
| „Niagara”                                                                        | 2022 | — | Disc single fără album               |
| „Dă din el” (cu Diezz)                                                           | 2022 | — | Disc single fără album               |
| „Brasileira” (cu Rava)                                                           | 2022 | — | Teambuilding (OST)                   |
| „Dor de Luceafărul” (cu Grigore Săraru)                                          | 2022 | — | Osvaldo                              |
| „Elvis a avut un vis”                                                            | 2022 | — | Osvaldo                              |
| „Slick ca Rick”                                                                  | 2022 | — | Osvaldo                              |
| „Drone colibri” (cu DJ Sfera & NCTK)                                             | 2022 | — | Osvaldo                              |
| „Bucarest-Milano”                                                                | 2022 | — | Osvaldo                              |
| „Maria”                                                                          | 2022 | — | Osvaldo                              |
| „Asasinat poetic” (cu Macanache)                                                 | 2022 | — | Osvaldo                              |
| „Prin foaie matematică” (cu Costel Domințeanu)                                   | 2022 | — | Osvaldo                              |
| „E.H.N.P.H.”                                                                     | 2022 | — | Osvaldo                              |
| „33”                                                                             | 2022 | — | Osvaldo                              |
| „Primul sărut”                                                                   | 2022 | — | Osvaldo                              |
| „Cartieru’ a luat-o razna” (cu 911)                                              | 2022 | — | Osvaldo                              |
| „Gleznele dansează”                                                              | 2022 | — | Osvaldo                              |
| „Killuminati reîncărcat”                                                         | 2022 | — | Osvaldo                              |
| „Anti hate”                                                                      | 2022 | — | Osvaldo                              |
| „Nopți în alb” (cu Holy Molly)                                                   | 2023 | — | Osvaldo (Deluxe Edition)             |
| „2Pac Familia” (cu Puya & Cabron)                                                | 2023 | — | Osvaldo (Deluxe Edition)             |
| „Fețe în oglindă”                                                                | 2023 | — | Osvaldo (Deluxe Edition)             |
| „F.S.”                                                                           | 2023 | — | Osvaldo (Deluxe Edition)             |
| „Când câinii de pază NU dorm”                                                    | 2023 | — | Osvaldo (Deluxe Edition)             |
| „Saiyaman”                                                                       | 2023 | — | SS1000                               |
| „Iasomie” (cu 911)                                                               | 2023 | — | SS1000                               |
| „Magdalena”                                                                      | 2023 | — | SS1000                               |
| „Killa Kame House”                                                               | 2023 | — | SS1000                               |
| „Budokai” (cu Rava)                                                              | 2023 | — | SS1000                               |
| „Fvck”                                                                           | 2023 | — | Disc single fără album               |
| „Mireasma Ei”                                                                    | 2023 | — | Rock This Way                        |
| „Înapoi La Mine”                                                                 | 2023 | — | Rock This Way                        |
| „Intro”                                                                          | 2023 | — | MAT-STHĀNI SARVA-BHŪTĀNI             |
| „Trista'n Distors”                                                               | 2023 | — | MAT-STHĀNI SARVA-BHŪTĀNI             |
| „Kind Remider”                                                                   | 2023 | — | MAT-STHĀNI SARVA-BHŪTĀNI             |
| „Coco Colombiana”                                                                | 2023 | — | MAT-STHĀNI SARVA-BHŪTĀNI             |
| „Venus”                                                                          | 2023 | — | MAT-STHĀNI SARVA-BHŪTĀNI             |
| „Real Neva Die”                                                                  | 2023 | — | MAT-STHĀNI SARVA-BHŪTĀNI             |
| „Suv”                                                                            | 2023 | — | MAT-STHĀNI SARVA-BHŪTĀNI             |
| „NECROMANCER”                                                                    | 2024 | — | Disc single fără album               |
| „Hola ATM”                                                                       | 2024 | — | Disc single fără album               |
| „Condei pentru 1000 jurnale” (cu Chimie & DJ Sfera)                              | 2024 | — | Disc single fără album               |
| "—" denotă lansări care nu s-au clasat sau nu au fost lansate în acel teritoriu. |      |   |                                      |

##### Ca artist secundar
| Titlu                              | Artist | Anul | Album                   |
| ---------------------------------- | --- | ---- | ----------------------- |
| „SVR”                              | Lu-K Beats | 2014 | Disc single fără album  |
| „Dulce otravă”                     | Raluka | 2016 | Disc single fără album  |
| „Ali”                              | Kobe | 2016 | Disc single fără album  |
| „Eu și băieții”                    | Nane | 2016 | Lună Plină              |
| „2000”                             | Amuly | 2017 | Disc single fără album  |
| „Airsoft”                          | Nosfe | 2017 | Uncle Benz              |
| „Vayacondios”                      | Nosfe | 2017 | Uncle Benz              |
| „Bandana”                          | Irina Rimes | 2017 | Despre el               |
| „Mama”                             | Shift | 2018 | Minciuna                |
| „Liniștea”                         | Shift | 2018 | Minciuna                |
| „Banii-n sac”                      | style="background: var(--background-color-notice-subtle,#ececec); color: grey; color:var(--color-base, #000);" class="table-na" \| Disc single fără album             | 2018 |                         |
| „Regina”                           | Keed | 2018 | Regele                  |
| „Pe drum”                          | rowspan="5" style="background: var(--background-color-notice-subtle,#ececec); color: grey; color:var(--color-base, #000);" class="table-na" \| Disc single fără album | 2018 |                         |
| „Adorm”                            | Damia | 2018 |                         |
| „Ferrari”                          | Cosy | 2018 |                         |
| „Arde”                             | ADDA | 2018 |                         |
| „Cirq”                             | NCTK | 2018 |                         |
| „M”                                | Domnul Udo | 2018 | Domnul 11               |
| „Basme”                            | Domnul Udo | 2018 | Domnul 11               |
| „Trap House”                       | Domnul Udo | 2018 | Domnul 11               |
| „200”                              | Nosfe | 2018 | Înainte Nosferatu       |
| „Cartieru' arde”                   | Nane | 2018 | Disc single fãrã album  |
| „Banii”                            | Nosfe | 2019 | Înainte Nosferatu       |
| „Praf”                             | Nosfe | 2019 | Înainte Nosferatu       |
| „Abu Dhabi”                        | Nosfe | 2019 | Înainte Nosferatu       |
| „Prototip”                         | Nosfe | 2019 | Înainte Nosferatu       |
| „Peste tot”                        | Adrian Despot | 2020 | Disc single fără album  |
| „Grr-Grr” ( featuring Killa Fonic) | Amuly | 2020 | Blindat                 |
| „Fendi (Remix)”                    | style="background: var(--background-color-notice-subtle,#ececec); color: grey; color:var(--color-base, #000);" class="table-na" \| Disc single fără album             | 2020 |                         |
| „0 Cellulite”                      | Rico888 | 2020 | Cosa Credi              |
| „Vin viu, plec mort”               | HVNDS | 2022 | Animal                  |
| „Radio Sexy”                       | OG Eastbull | 2022 | Foame și ambiție        |
| „Coco Bolivia”                     | OG Eastbull | 2022 | Foame și ambiție        |
| „Alex”                             | OG Eastbull | 2022 | Foame și ambiție        |
| „Ce-am Făcut Șefu?”                | Gheboasă | 2022 | Teambuilding (OST)      |
| „Sex, Arme, Vicii”                 | Xeno | 2022 | Nero                    |
| „Napoli”                           | OG Eastbull | 2023 | Disc single fără album  |
| „STESUN”                           | The Motans | 2023 | Disc single fără album  |
| „Când se lasă seara"               | ALECSA | 2023 | Vreme rece              |
| „Bands"                            | Drei | 2023 | Disc single fără album  |
| „MUZEU"                            | 4 226 | 2023 | CO$ANO$TRA              |
| „CRISTAL"                          | NOUA UNȘPE | 2023 | NOUĂ UNȘPE              |
| „Du-te"                            | Vlad Flueraru | 2023 | Disc single fără album  |
| „Vampiri”                          | Berechet | 2024 | Disc single fără album  |
| „f l o a r e . d e . l o t u s”    | Emaa | 2024 | f r a t e l e . a b i s |
| „TAKIN' OVER”                      | Oscar | 2024 | Ștefan IV: Umbra        |
| „Dernière Cigarette”               | Francis On My Mind | 2024 | Disc single fără album  |
| „SPARGEM”                          | Aerozen | 2024 | NOTSOZEN                |

## Filmografie
| Anul | Titlu        | Rolul | Credit         | Ref.   |
| ---- | ------------ | ----- | -------------- | ------ |
| 2020 | Miami Bici   | —     | Coloana sonoră | [ 12 ] |
| 2022 | Teambuilding | —     | Coloana sonoră | [ 20 ] |

## Premii și nominalizări
| Anul | Premiu                      | Categoria        | Laureat     | Rezultat     | Ref.   |
| ---- | --------------------------- | ---------------- | ----------- | ------------ | ------ |
| 2019 | ELLE Style Awards (România) | Best Male Artist | Killa Fonic | Nominalizare | [ 21 ] |
| 2019 | The Artist Awards           | Best Trap Artist | Killa Fonic | Câștigat     | [ 22 ] |
| 2020 | The Artist Awards           | Best Trap Act    | Killa Fonic | Câștigat     | [ 23 ] |
| 2020 | The Artist Awards           | Favorite Artist  | Killa Fonic | Nominalizare | [ 23 ] |
| 2020 | The Artist Awards           | Best Male        | Killa Fonic | Nominalizare | [ 23 ] |
| 2021 | The Artist Awards           | Best Urban Act   | Killa Fonic | Câștigat     | [ 24 ] |
| 2021 | The Artist Awards           | The Male Artist  | Killa Fonic | Nominalizare | [ 24 ] |
| 2021 | The Artist Awards           | Best Album       | 2089        | Nominalizare | [ 24 ] |